# Google Docs Editors
Google Docs Editors este o suită de birou de productivitate bazată pe web, oferită de Google în cadrul serviciului său Disc Google. Suita include Documente Google, Foi de calcul Google, Prezentări Google, Desene Google, Formulare Google, Site-uri Google și Google Keep. Acesta includea și Google Fusion Tables⁠(d) până când a fost întrerupt în 2019.
Suita Google Docs Editors este disponibilă gratuit pentru utilizatorii cu conturi Google personale: printr-o aplicație web, un set de aplicații mobile pentru Android și iOS și o aplicație desktop pentru Chrome OS.

## Disponibilitate
Suita Google Docs Editors este disponibilă gratuit pentru utilizatorii cu conturi Google personale. De asemenea, este oferit ca parte a serviciului Google centrat pe afaceri, Google Workspace⁠(d).

## Competiție
Suita concurează în principal cu suitele de software Microsoft Office și IWork⁠(d). A fost pionier al editării colaborative în timp real încă de la începuturile sale în 2006, în timp ce Microsoft Office a introdus-o abia în 2013. Suita poate deschide și scrie formate de fișiere Microsoft Office.